# Zjarr dhe ajër
Zjarr dhe ajër (svenska: Eld och luft) är en låt på albanska framförd av sångerskan Xhoi (Xhoana Bejko). Med låten kommer hon att bli Albaniens första representant i Türkvizyon Song Contest som hon deltar i år 2014. 
Zjarr dhe ajër är skriven av Xhois make Genti Bejko med musik av Sergio HD. Hon kommer att delta i semifinalen av Türkvizyon med låten, där hon har startnummer 6. Bidraget blir det första albanskspråkiga i tävlingen.